# Gamabuo
Gamabuo est une ville du Botswana.